# Фудзивара-но Корэтада
Фудзивара-но Корэтада (яп. 藤原伊尹), также Фудзивара-но Корэмаса, или Кэнтокуко (яп. 謙徳公, 924—972) — японский государственный деятель, придворный, политик и вака-поэт периода Хэйан.
Член клана Фудзивара. Его отцом был Фудзивара-но Моросукэ, а дедом — Фудзивара-но Тадахира.
Его стихи были опубликованы в антологиях «Итидзё Сэссё Гёсю» и «Хякунин иссю» (№ 45).